# فرودگاه ملی اسپرینگفیلد–برانسون
فرودگاه ملی اسپرینگفیلد-برانسون (به انگلیسی: Springfield-Branson National Airport) یک فرودگاه همگانی بهره‌برداری هوایی با کد یاتا SGF است که یک باند فرود آسفالت و بتن دارد و طول باند آن ۲۴۳۸ متر است. این فرودگاه در کشور ایالات متحده آمریکا قرار دارد و در ارتفاع ۳۸۶ متری از سطح دریا واقع شده است.